# Leptochilus leibmanni
Leptochilus leibmanni là một loài dương xỉ trong họ Polypodiaceae. Loài này được Maxon mô tả khoa học đầu tiên.
Danh pháp khoa học của loài này chưa được làm sáng tỏ. 